# أتونغا
أتونغا (بالإنجليزية: Atonga)‏ بطل ثقافي، نصفه بشر ونصفه روح. تقول أسطورة من ساموا إنه هو الذي ابتكر بناء الكانو canoe (قارب التجديف عند سكان الجزر) وهو الذي ألف ولحن أغاني المجدفين. ففي ليلة واحدة بني قاربا عجيبا. في صباح اليوم التالي دعا العصافير من السماء لتحمله إلى شاطئ يوبولو حيث كان الرئيس الیوتانا نوكو Alutanga Nuku في انتظاره بفارغ الصبر. كما علم أتونغا الطيور الأغنية التي يريد أن ينشدها.